# War Front: Punkt zwrotny
War Front: Punkt zwrotny – komputerowa strategiczna gra czasu rzeczywistego wyprodukowana przez węgierskie studio Digital Reality i wydana przez 10tacle Studios na platformę PC 7 lutego 2007 roku.

## Fabuła
Wrotce po rozpoczęciu II wojny światowej rządy Adolfa Hitlera zostały zastąpione przez nowy reżim, który bardziej skupił się na broni eksperymentalnej, czego skutkiem było opracowanie nowych jednostek takich jak wyposażone w wiele wieżyczek czołgi, plecaki odrzutowe, bombowce typu stealth czy ciężko uzbrojone mechy.

## Rozgrywka
Gra dostępna jest z dwóch perspektyw – tradycyjnej, często występującej w strategiach czasu rzeczywistego i w perspektywa pierwszej osoby.
Gracz może budować budynki, armie, opracowywać według drzewa technologicznego nowe technologie i zbierać surowce. Gracz może wybrać spośród trzech armii: aliantów, Niemiec i ZSRR. Każda ze stron konfliktu została wyposażona w trzech różniących się umiejętnościami bohaterów. W trakcie walk nabierają oni doświadczenia i zdobywają sprawności.